# Marie de Brienne
Marie de Brienne, née vers 1225 et morte en 1275, est impératrice de Constantinople, par son union avec Baudouin II de Courtenay.

## Famille
Marie de Brienne est la fille de Jean de Brienne, roi de Jérusalem (1210-1225) et empereur latin de Constantinople (1229-1237) et de sa troisième femme, Bérengère de León. Elle a pour demi-sœur Yolande de Jérusalem et pour frère Alphonse de Brienne.
Ses grands-parents maternels sont le roi Alphonse IX de León et sa seconde épouse Bérengère de Castille.

## Biographie
Le 19 avril 1229, Marie de Brienne est fiancée à Baudouin II, l'empereur latin de Constantinople, alors que son père accepte d'en être le régent. Le mariage établit une alliance dynastique entre les deux co-dirigeants de l'empire, Jean de Brienne et Baudoin II. Marie a tout au plus quatre ans au moment de ses fiançailles, Baudoin II onze. Leur mariage est célébré en 1234. Par son mariage, Marie devient co-impératrice de l'Empire latin. Leur mariage est décrit dans la chronique d'Aubry de Trois-Fontaines.
En 1236, Constantinople est assiégée par les forces alliées de Ivan Assen II de Bulgarie et de Jean III Doukas Vatatzès de l'empire de Nicée. La ville est seulement défendue par une petite garnison de chevaliers, la flotte de la république de Venise et quelques renforts envoyés par Geoffroy II d'Achaïe. La cité est finalement épargnée, grâce notamment à une querelle entre les deux alliés assiégeants sur les suites en cas de succès
Jean de Brienne prend le commandement de la défense de Constantinople, tandis que Baudouin II entreprend une mission en Europe de l'Ouest de collecte de fonds et de recrutement des forces armées pour assurer la survie de l'empire. Jean décède le 27 mars 1237, Berenguela le 12 avril. Marie, à douze ans, reste la seule représentante de la famille impériale dans la ville, jusqu'au retour de Baudoin en juillet 1239.
Baudoin revient à la tête d'une armée de croisade, estimée entre trente et soixante mille hommes, rejointe par un contingent de Coumans. Ils assiègent Tzurulum, une ville de Nicée dans la Thrace. La ville est prise en 1240. Le devenir de cette armée est mal connue. Il semble que la plupart des soldats soient ensuite retournés dans leurs foyers en Europe de l'Ouest, seuls quelques-uns rejoignant la garnison de Constantinople.
Le 15 avril 1240, à Pâques, Baudouin II est couronné empereur à Sainte-Sophie. Leur seul fils connu, Philippe de Courtenay, naît en 1243. Cette période de paix relative ne dure pas. Baudouin part pour le royaume de France fin 1243, en espérant obtenir le soutien de Louis IX de France. Marie devient régente de l'Empire, avec Philippe de Toucy en tant que co-régent. Baudouin, qui accompagne Louis IX dans la septième croisade, est absent plusieurs années. Il rentre le 8 octobre 1248. Marie doit hypothéquer ses terres de l'ouest afin de payer l'énorme dette de 24 000 hyperpérions.
Un mois après le retour de Baudoin, Marie quitte Constantinople pour l'Europe de l'Ouest, d'après les instructions de Blanche de Castille, la grand-tante de Marie, qui avait organisé et payé pour cette visite. Quatre navires armés sont affrétés. Marie arrive à Chypre, où Louis IX et les croisés se trouvent. Une tempête détruit ses bateaux. Les croisés se chargent de son transport à Negropont le 30 janvier 1249, d'où elle arrive en France en mai. Selon la Chronique de Flandres, Marie reste auprès de sa grand-tante jusqu'à sa mort en 1252, après quoi elle s'installe sur les terres de son mari à Namur, qui sont une source de revenus importants pour l'empereur et l'impératrice. Marie doit faire face aux attaques de Henri de Luxembourg pour le contrôle de ces propriétés, jusqu'à sa cession de ces terres le 17 juin 1258 à Marguerite de Flandre, dont Henri de Luxembourg est le vassal. Malgré cette vente, le château de Namur refuse de se rendre, jusqu'à la Saint-Vincent-de Jour (21 janvier 1259). 
Marie émigre ensuite à la cour de Castille , où elle recueille de l'argent pour la rançon de son fils Pierre, retenu par des banquiers de Venise
En juillet 1261, Alexis Strategopoulos, général de Nicée, est envoyé avec une petite force de 800 soldats, pour la plupart des Coumans, afin de surveiller les Bulgares et les défenses des Latins. Lorsque les Byzantins atteignent le village de Selymbria, ils apprennent que la garnison et la flotte Vénitienne sont en train de mener une attaque sur l'île de Daphnousia. Strategopoulos décide d'en profiter pour tenter de reprendre la ville.
Dans la nuit du 25 juillet 1261, Alexis et ses hommes s'approchent des murailles de Constantinople et se cachent dans un monastère près de la Pege Porte. Un détachement profite d'un passage secret pour attaquer les murs de l'intérieur, surprenant les gardes et ouvrant la porte au reste de l'armée. Les Latins se précipitent vers le port d'où ils sont évacués, grâce au retour opportun de la flotte Vénitienne. Mais la ville est perdue pour de bon.

## Exil
Baudoin et Marie atteignent Eubée, puis Athènes, les Pouilles et enfin la France. Ils survivent ensuite en vendant leurs droits sur des titres et des terres.
Le 26 mars 1263, leurs droits sur Namur sont achetés par Guy de Dampierre. La ville est occupée par Henri V de Luxembourg mais Guy parvient à la conquérir en 1268. En janvier 1266, leurs droits sur le royaume de Thessalonique sont achetés par Hugues IV de Bourgogne. La ville est alors sous le contrôle de Michel VIII Palaiologos, l'empereur de Nicée.
Le 27 mai 1267, le traité de Viterbe acte le transfert de nombreux droits à l'Empire latin à Charles Ier de Sicile, qui est ainsi confirmé dans la possession de Corfou et de certaines villes d'Albanie. 
Baudouin et Marie passent le reste de leur vie dans la cour de Charles. En octobre, 1273, Baudouin meurt à Naples. Marie lui survit environ deux ans. Elle est enterrée à Assise. Son gisant en pierre de Tournais se trouve dans la basilique-cathédrale de Saint-Denis. 